# ولسوالی کوهستانات
ولسوالی کوهستانات یکی از ۷ ولسوالی‌‌‌‌ ولایت سرپل، به مرکزیت شهر پسِ‌نَی در شمال افغانستان است. کوهستانات از ولسوالی‌های درجه سوم ولایت سرپل بوده، ۶۶۲۱٫۸ کیلومترمربع مساحت دارد و بزرگ‌‌ترین ولسوالی سرپل می‌باشد. این ولسوالی با ۹۰٬۴۷۷ نفر جمعیت در سال ۱۳۹۹، سومین ولسوالی پر جمعیت‌ ولایت سرپل است.
ولسوالی کوهستانات از سمت شرق با ولسوالی بلخاب و ولسوالی سانچارک، از شمال با ولسوالی سرپل و ولسوالی صیاد، از غرب با ولایت فاریاب و از جنوب با ولسوالی  مرغاب ولایت  غور و  در شرق با ولایت بامیان هم‌مرز است.

## جغرافیا
ولسوالی کوهستانات ۶۰۹۴ کیلومتر مربع مساحت داشته و متشکل از ۱۳۹ قریه می‌باشد. قرار معلومات انستیتیوت انکشاف دهات افغانستان، ۹۲٫۳ درصد ساحات ولسوالی مذکور کوهی و نیمه کوهی تپه‌ها و ۶٫۵ درصد ساحات هموار می‌باشد.

## مردم‌
قرار معلومات فراهم شده از دفتر احصائیۀ مرکزی سال ۲۰۰۴ ولسوالی کوهستانات دارای ۷۲،۰۳۷ نفوس (زنان ۴۹ درصد و مردان ۵۱ درصد) بوده که متشکل از اقوام تاجیک‌ها، هزاره‌ها و ازبک‌ها می‌باشد.